# Trinité-et-Tobago aux Jeux olympiques d'été de 2024
Le Trinité-et-Tobago participe aux Jeux olympiques de 2024 à Paris. Il s'agit de sa 19e participation à des Jeux olympiques d'été.
La délégation est composée de 17 sportifs dont une majorité d'athlètes avec deux relais qualifiés
Le nageur Dylan Carter et l'athlète Michelle-Lee Ahye sont les porte-drapeaux de la délégation trinidadienne.

## Nombre d’athlètes qualifiés par sport
Voici la liste des qualifiés et sélectionnés par sport (remplaçants compris) :
| Sport      | Hommes | Femmes | Total |
| ---------- | ------ | ------ | ----- |
| Athlétisme | 7      | 6      | 13    |
| Cyclisme   | 2      | 0      | 2     |
| Natation   | 1      | 1      | 2     |
| Total      | 10     | 7      | 17    |

## Résultats

### Athlétisme
| Athlètes                                                                    | Épreuve                   | Premier tour (ou tour préliminaire) | Premier tour (ou tour préliminaire) | Repêchage (ou premier tour) | Repêchage (ou premier tour) | Demi-finales | Demi-finales | Finale  | Finale  |
| Athlètes                                                                    | Épreuve                   | Temps                               | Rang                                | Temps                       | Rang                        | Temps        | Rang         | Temps   | Rang    |
| --------------------------------------------------------------------------- | ------------------------- | ----------------------------------- | ----------------------------------- | --------------------------- | --------------------------- | ------------ | ------------ | ------- | ------- |
| Devin Augustine                                                             | 100 m masculin            | Exempté                             | Exempté                             | 10 s 31                     | 5e                          | Eliminé      | Eliminé      | Eliminé | Eliminé |
| Jereem Richards                                                             | 200 m masculin            |                                     | e                                   |                             | e                           |              | e            |         | e       |
| Jereem Richards                                                             | 400 m masculin            |                                     | e                                   |                             | e                           |              | e            |         | e       |
| Elijah Joseph Jaden Marchan Shakeem Mc Kay Renny Quow Jereem Richards       | Relais 4 × 400 m masculin |                                     | e                                   | Non disputé                 | Non disputé                 | Non disputé  | Non disputé  |         | e       |
| Michelle-Lee Ahye                                                           | 100 m féminin             | Exempté                             | Exempté                             | 11 s 33                     | 4e                          | Eliminé      | Eliminé      | Eliminé | Eliminé |
| Leah Bertrand                                                               | 100 m féminin             | Exempté                             | Exempté                             | 11 s 27                     | 3e                          | 11 s 37      | 9e           | Eliminé | Eliminé |
| Michelle-Lee Ahye Leah Bertrand Sanaa Frederick Sole Frederick Akilah Lewis | Relais 4 × 100 m féminin  |                                     | e                                   | Non disputé                 | Non disputé                 | Non disputé  | Non disputé  |         | e       |

| Athlètes        | Épreuve                    | Qualification | Qualification | Finale      | Finale |
| Athlètes        | Épreuve                    | Performance   | Rang          | Performance | Rang   |
| --------------- | -------------------------- | ------------- | ------------- | ----------- | ------ |
| Keshorn Walcott | Lancer du javelot masculin | m             | e             | m           | e      |
| Portious Warren | Lancer du poids féminin    | m             | e             | m           | e      |

### Cyclisme (Piste)
| Athlète       | Compétition                 | Qualification | Qualification | 32ème de finale          | Repêchages 1             | 16ème de finale          | Repêchages 2             | 8ème de finale           | Repêchages 3             | Quarts de finale         | Demi-finales             | Finale Match de classement | Finale Match de classement |
| Athlète       | Compétition                 | Temps Vitesse | Rang          | Adversaire Temps Vitesse | Adversaire Temps Vitesse | Adversaire Temps Vitesse | Adversaire Temps Vitesse | Adversaire Temps Vitesse | Adversaire Temps Vitesse | Adversaire Temps Vitesse | Adversaire Temps Vitesse | Adversaire Temps Vitesse   | Rang                       |
| ------------- | --------------------------- | ------------- | ------------- | ------------------------ | ------------------------ | ------------------------ | ------------------------ | ------------------------ | ------------------------ | ------------------------ | ------------------------ | -------------------------- | -------------------------- |
| Kwesi Browne  | Vitesse individuelle hommes |               | e             | [[]]                     | [[]]                     | [[]]                     | [[]]                     | [[]]                     | [[]]                     | [[]]                     | [[]]                     | [[]]                       | e                          |
| Nicholas Paul | Vitesse individuelle hommes |               | e             | [[]]                     | [[]]                     | [[]]                     | [[]]                     | [[]]                     | [[]]                     | [[]]                     | [[]]                     | [[]]                       | e                          |

| Athlète       | Compétition   | 1er tour | Repêchages | Quarts de finale | Demi-finales | Finale (1-6) ou classement (7-12) |
| Athlète       | Compétition   | Rang     | Rang       | Rang             | Rang         | Rang                              |
| ------------- | ------------- | -------- | ---------- | ---------------- | ------------ | --------------------------------- |
| Kwesi Browne  | Keirin hommes | e        | e          | e                | e            | e                                 |
| Nicholas Paul | Keirin hommes | e        | e          | e                | e            | e                                 |

### Natation
Deux nageurs ont réussi les minimas
| Athlète       | Épreuve                 | Séries | Séries | Demi-finales | Demi-finales | Finale | Finale |
| Athlète       | Épreuve                 | Temps  | Rang   | Temps        | Rang         | Temps  | Rang   |
| ------------- | ----------------------- | ------ | ------ | ------------ | ------------ | ------ | ------ |
| Dylan Carter  | 50 m nage libre hommes  |        | e      |              | e            |        | e      |
| Dylan Carter  | 100 m nage libre hommes |        | e      |              | e            |        | e      |
| Zuri Ferguson | 100 m dos femmes        |        | e      |              | e            |        | e      |